# Portativ

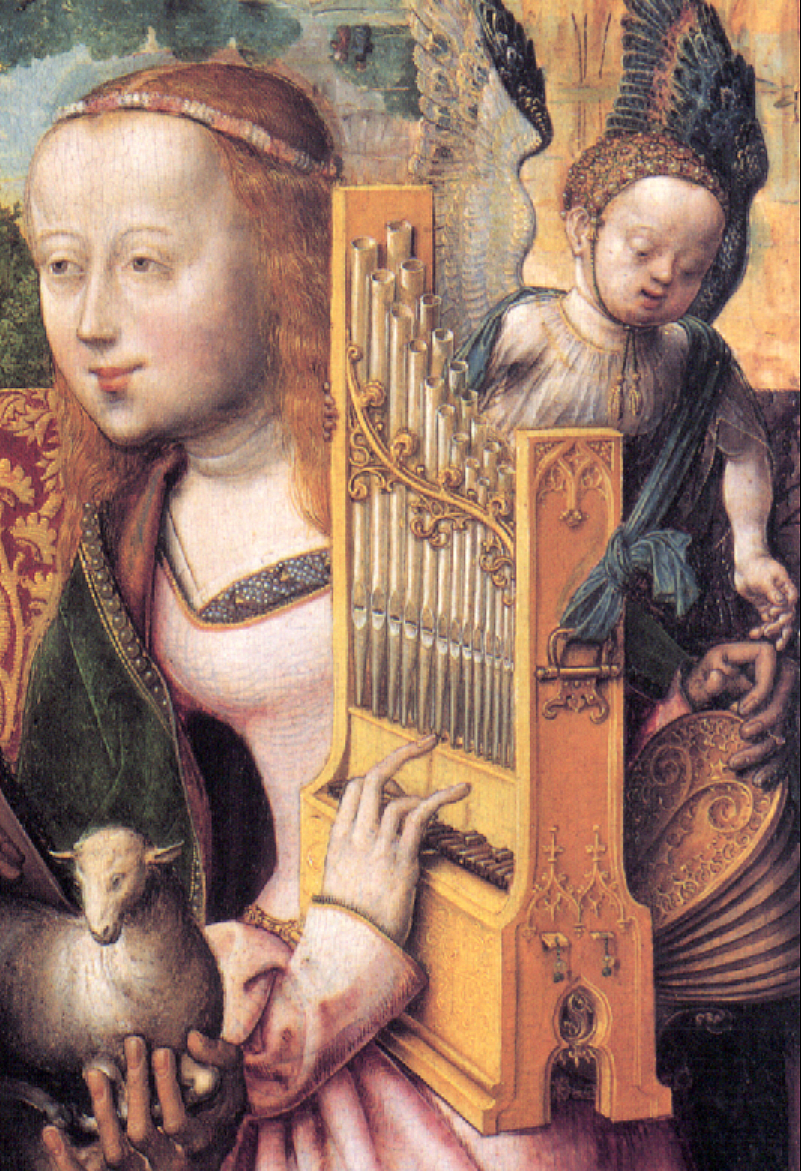
En kvinna som spelar på en portativorgel. Detalj av målning.

Portativ är en bärbar piporgel som användes mycket under medeltiden. De minsta typerna av portativ sattes i knät eller bars med hjälp av ett band kring halsen. Vanligen var det så inrättat att man spelade det med ena handen och drog en liten bälg på baksidan med den andra. Det hade vanligtvis en rad labialpipor i två fots tonhöjd och ett par oktavers omfång, kanske också ett par bordunpipor ibland. Funktionellt var den en släkting till den något yngre regalen.